# Nicoleño
Nicoleño, maleno šošonsko pleme nastanjeno u domorodačko vrijeme na otoku San Nicolas u otočju Santa Barbara ili Channel Islands, pred kalifornijskom obalom. Nicoleño su dobili ime po otoku na kojemu su živjeli sve negdje do sredine 1830.-ih godina, nakon čega su prebačeni na kopno. Ranih 1800.-ih dolazilo je do žestokih sukoba između njih i ruskih i aleutskih lovaca na morske vidre. Prilikom seobe plemena (1835) na škunu se nije ukrcala jedna žena koja je otišla tražiti svoju djecu. Škuna je otišla bez nje a djecu su joj u međuvremenu rastrgali divlji psi.  Ova žena nazivana Lone Woman (Usamljena Žena), nazvana španjolskim imenom Juana Maria, pronađena je 18 godina kasnije kako sama živi na tom otoku, u skloništu napravljenom od kitovih kostiju. Pronašao ju je George Nidever, koji ju je odveo sa sobom, da živi s njim i njegovom ženom u Santa Barbari. Lone Woman je oboljela od dizenterije i umrla nakon sedam tjedana.  Za vrijeme svoga života u Santa Barbari izazivala je senzaciju, i ljudi su dolazili da bi je vidjeli. Pokrštena je i dobila ime Juana Maria. Njezino pravo ime nije poznato, jer je nitko nije uspio razumjeti, a nikada više nije vidjela nikoga od svoga plemena. Juana Maria zakopana je u neoznačenom grobu na misiji Santa Barbara. 
Iza Juane Marie ostalo je nekoliko košara i igala od kostiju koje su se čuvale u muzeju u San Franciscu, ali je sve nestalo u potresu i požaru koji ga je pogodio 1906. godine. O plemenu Nicoleño i sirotoj Juani Mariji ostala je samo tragična priča. 
Nicoleño su na otoku živjeli najmanje oko 10.000 godina, o čemu svjedoće brojni arheološki nalazi, a vode se kao jedna od grupa Gabrieleño Indijanaca. 

## Vanjske poveznice
- Swanton
- Island of the Blue Dolphins  Arhivirana inačica izvorne stranice od 5. listopada 2006. (Wayback Machine)
- The Lone Woman of San Nicolas Island  Arhivirana inačica izvorne stranice od 9. listopada 2006. (Wayback Machine)
- The Lone Woman of San Nicolas Island and Her Tribe  Arhivirana inačica izvorne stranice od 30. prosinca 2006. (Wayback Machine)